# Corsair International
Corsair International (mã IATA = SS, mã ICAO = CRL) là hãng hàng không, trụ sở ở Rungis, Paris, Pháp. Hiện nay Corsair là hãng hàng không lớn thứ nhì của Pháp, sau Air France. Hãng có các tuyến đường quốc tế và các chuyến bay thuê bao tới 62 điểm đến quốc tế. Căn cứ chính của hãng ở Sân bay Orly, Paris

## Lịch sử
Hãng được gia đình Rossi ở đảo Corse thành lập năm 1981 và bắt đầu hoạt động từ ngày 17.5.1981 dưới tên Corse Air International. Năm 1990 công ty du lịch của Pháp Nouvelles Frontieres, mua hãng và đổi tên thành "Corsair". Năm 2000 tập đoàn du lịch TUI AG mua lại của Nouvelles Frontieres. Năm 2004, các máy bay của Corsairfly sơn lại màu xanh của TUI với logo của TUI, giống như các hãng khác của Tập đoàn này. Cuối năm 2005 tập đoàn TUI Group quyết định đổi tên các hãng phụ thuộc thành TUIfly, nhưng tạm thời các máy bay của Corsairfly sơn lại màu cũ của mình và chờ sẽ đổi tên vào năm 2008.
Hãng có kỷ lục về số chỗ ngồi nhiều nhất trong 1 máy bay (587 chỗ ở máy bay Boeing 747-400).
Đầu năm 2008, hãng cho biết sẽ mở rộng mạng lưới tuyến đường trung bình tới vùng Địa Trung Hải và tuyến đường xa tới Hoa Kỳ và Canada như đã từng có trong thập nhiên 1990.

## Các nơi đến

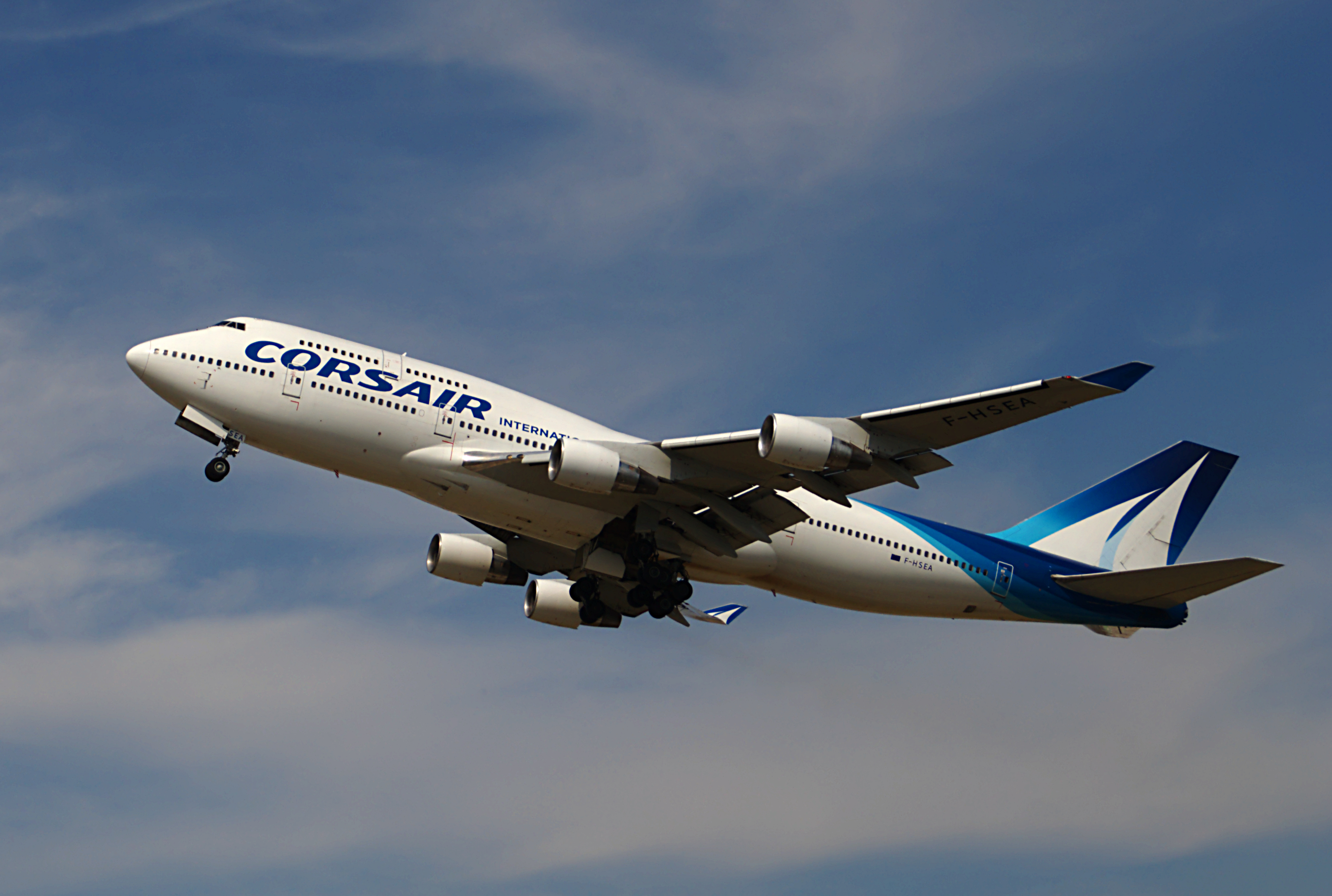
Máy bay Boeing 747-400 của Corsair International tại sân bay Paris – Orly

Các nơi đến của Corsair International:
 Lưu trữ ngày 27 tháng 7 năm 2008 tại Wayback Machine
- Cabo Verde
  - Sal - Sân bay quốc tế Amílcar Cabra
- Abidjan
  - Sân bay Félix-Houphouët-Boigny [theo mùa]
- Mauritius
  - Cảng Louis - Sân bay quốc tế Sir Seewoosagur Ramgoolam
- Mayotte
  - Dzaoudzi - Sân bay quốc tế Dzaoudzi Pamandzi
- Réunion
  - Saint-Denis, Réunion - Sân bay Roland Garros
- Pháp
  - Lyon - Sân bay quốc tế Saint-Exupéry
  - Paris - Sân bay Paris – Orly
- Canada
  - Montréal - Sân bay quốc tế Pierre Elliott Trudeau-Montréal
- Cuba
  - La Habana - Sân bay quốc tế José Martí
  - Varadero - Sân bay Juan Gualberto Gómez
- Guadeloupe
  - Pointe-à-Pitre
- Martinique
  - Fort-de-France

## Đội máy bay

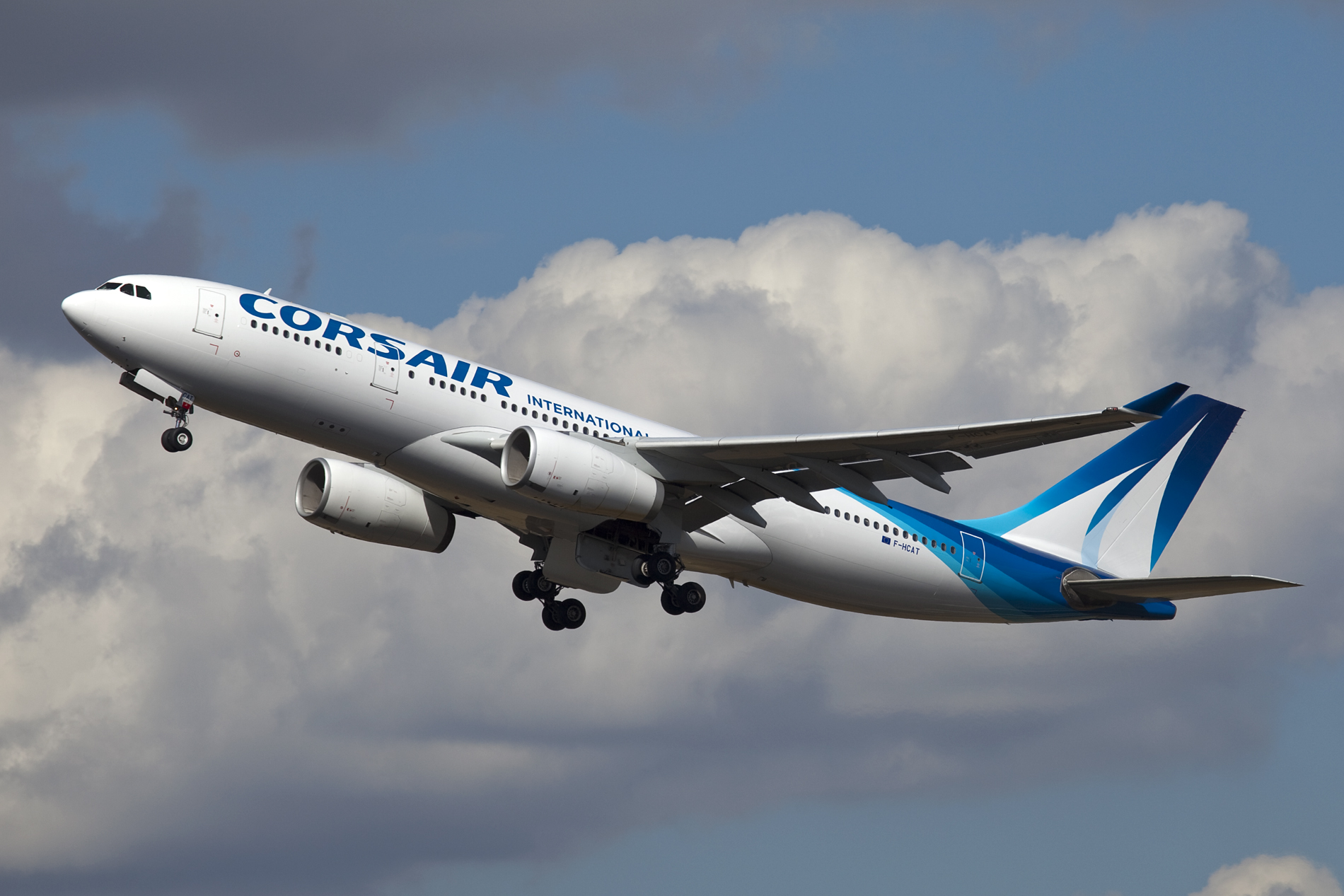
Máy bay Airbus A330-200 của Corsair International

Tính đến tháng 6 năm 2016, đội bay của Corsair International bao gồm:
| Máy bay         | Đang hoạt động | Đặt hàng | Số khách | Số khách | Số khách | Số khách | Số khách | Ghi chú                            |
| Máy bay         | Đang hoạt động | Đặt hàng | NS       | NS       | Y +      | Y        | Total    | Ghi chú                            |
| --------------- | -------------- | -------- | -------- | -------- | -------- | -------- | -------- | ---------------------------------- |
| Airbus A330-200 | 1              | —        | 12       | 12       | 54       | 224      | 302      |                                    |
| Airbus A330-300 | 4              | —        | 12       | 12       | 36       | 232      | 298      |                                    |
| Airbus A330neo  | 3              | 2        | 20       | 21       | 33       | 278      | 352      | Giao hàng từ năm 2021 đến năm 2022 |
|                 |                |          |          |          |          |          |          |                                    |
| Tổng            | 8              | 2        |          |          |          |          |          |                                    |